# Podari
Podari est une commune roumaine située dans le județ de Dolj.